# أساطير غوارانية

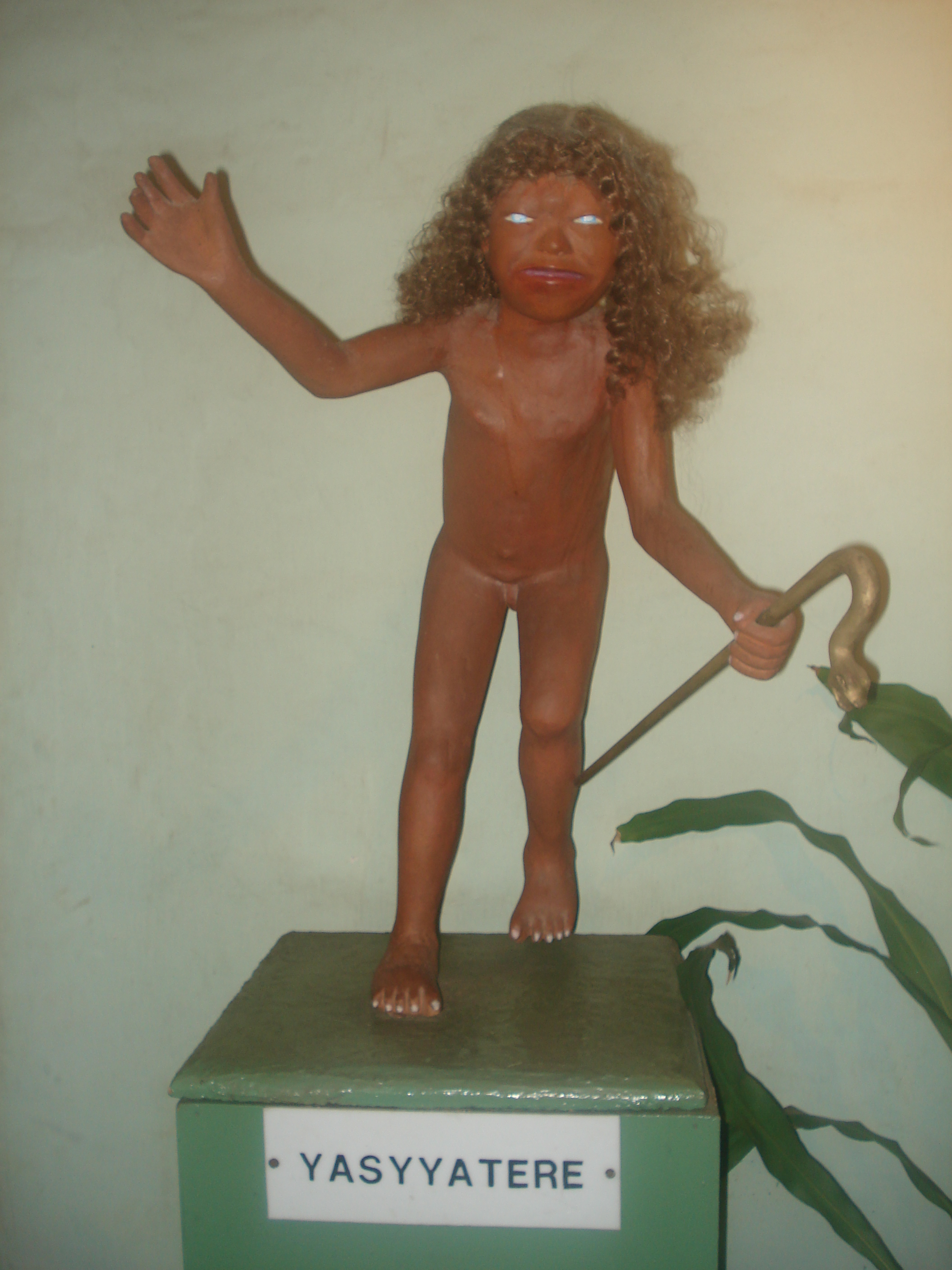
جاتر القمر. أسطورة باراغواي. من الأساطير الغوارانية.

تتألَّف الأساطير أو الميثولوجيَّة التوبيَّة الغوارانيَّة من روايات مُتوارثة تتضمن قصصًا وأخبارًا عن الآلهة والأرواح التي آمنت بها مُختلف الشعوب التوبيَّة الغوارانيَّة القديمة والمُعاصرة، بالإضافة إلى أساطير نشأة الكون وأساطير الأنثروبوغونيا أو أصل تخلُّق الإنسان، والطقوس، والتي بمجموعها هي جزء من دين هذه الشعوب.

## أسطورة الخلق
يُذكر بإنَّ تُوبَا [الإنجليزية]، الإله الأسمى للخليقة كلها، يحتل مكانة رئيسية في معظم أساطير الخلق الغوارانيَّة. ويُروى أنَّه وبمساعدة إلهة القمر «أراسي»، هبط إلى الأرض في موضع يُذكر على وجه التحديد بأنَّه تل في منطقة «أريغوا» في باراغواي، ومن هذا الموقع بدأ بعمليَّة خلق كل ما هو موجود على وجه الأرض، بما في ذلك المُحيط والغابات والحيوانات. ويُروى أيضًا أنَّ النجومَ وُضِعَت أماكنها في السماء خلال ذلك.
ثم خلق تُوبَا الإنْسانيَّة (وفقًا لمعظم الأساطير الغوارانية، كان الغوارانيون بطبيعة الحال أوَّل عِرْقٍ من الناس خُلِقَ، وبالتالي، فكل المُجتمعات الأخرى قد نسلت منه) في مَراسمٍ مُفصَّلة، وراح يُشكِّل تماثيل صلصاليَّة لرجل وامرأة بمزيج من مختلف العناصر الطبيعة. وبعد أن نفخ الحياة في الشكلين البشريين، تركهما مع أرواح الخير والشر ورحل.

## الكائنات

### الآلهة
- بايتاجوفاي (بالإنجليزية: Pytajovái): هو إله الحرب.
- جوروبيري (بالإنجليزية: Jurupari): هو إله عبادته وقفًا على الرجال، ويقتصر عمومًا على القبائل المعزولة في البرازيل.
- أبانجي: هو إله القمر، وبطل ثقافي.[4]